# عبدالناصر کریمی براهویی
عبدالناصر کریمی (زاده ۱۳۶۵ زاهدان،ایران) تحصیل کرده رشته اقتصاد دانشگاه عثمانیه هند هستند که از سال ۱۳۹۸ تا ۱۴۰۰ ولسوال ولسوالی چخانسور بودند.